# Dana Pe'er
Dana Pe'er (* 1971) je docentkou na katedře biologických věd na Kolumbijské univerzitě a je považována za jednoho z vůdčích výzkumníků biologických výpočetních systémů. Pe'erové výzkum se zabývá porozumění organizaci, funkci a vývoji molekulárních sítí, především jejich genetických odchylek a způsobu, jakým způsobují rakovinu.

## Vzdělání
Pe'er získala svůj bakalářský titul z matematiky v roce 1995, magisterský titul v roce 1999 a PhD v oboru počítačové vědy v roce 2003, všechny na Hebrejské univerzitě v Jeruzalémě. Ve své disertační práci využila strojového učení a bayesovské sítě k automatickému určení regulačních vztahů mezi geny, s využitím genomických dat.
Později se stala výzkumnicí na katedře genetiky na Harvard Medical School, kde se zabývala tím, jak se mezi jednotlivci liší genetické odchylky svými regulárními sítěmi, což se následně projeví v různorodosti fenotypů.